# 北緯38度線
北緯38度線（ほくい38どせん）は、地球の赤道面より北に地理緯度にして38度の角度を成す緯線。ヨーロッパ、地中海、アジア、太平洋、北アメリカ、大西洋を通過する。
この緯度の下では、夏至点時の可照時間は14時間48分で、冬至点時は9時間32分である。
第二次世界大戦後に朝鮮半島をアメリカとソ連が南北に二分してそれぞれ別の国家を作ったことが有名な緯線である（38度線）。

## 通過する地域一覧
北緯38度線は、本初子午線から東に向かって以下の場所を通っている。
| 地理座標                                               | 国土・領土・領海 | 備考 |
| ------------------------------------------------------ | ---------------- | --- |
| 北緯38度0分 東経0度0分 / 北緯38.000度 東経0.000度      | 地中海           | イタリア マレッティモ島のすぐ北を通過する (北緯37度59分43秒 東経12度1分47秒 / 北緯37.99528度 東経12.02972度) |
| 北緯38度0分 東経12度19分 / 北緯38.000度 東経12.317度   | イタリア         | レバンゾ島およびシチリア島を通過する。 |
| 北緯38度0分 東経15度25分 / 北緯38.000度 東経15.417度   | 地中海           | メッシーナ海峡 |
| 北緯38度0分 東経15度38分 / 北緯38.000度 東経15.633度   | イタリア         | |
| 北緯38度0分 東経16度8分 / 北緯38.000度 東経16.133度    | 地中海           | イオニア海 ギリシャ ケファロニア島 (北緯38度4分 東経20度43分 / 北緯38.067度 東経20.717度) とザキントス島 (北緯37度56分 東経20度42分 / 北緯37.933度 東経20.700度) の中間を通過する。                                                          |
| 北緯38度0分 東経21度16分 / 北緯38.000度 東経21.267度   | ギリシャ         | アテネ市内北部の郊外を通過する。 |
| 北緯38度0分 東経24度2分 / 北緯38.000度 東経24.033度    | エーゲ海         | |
| 北緯38度0分 東経24度14分 / 北緯38.000度 東経24.233度   | ギリシャ         | Petalioi島、エヴィア島 |
| 北緯38度0分 東経24度34分 / 北緯38.000度 東経24.567度   | エーゲ海         | ギリシャ アンドロス島 (北緯37度59分57秒 東経24度47分23秒 / 北緯37.99917度 東経24.78972度) のすぐ北を通る。 |
| 北緯38度0分 東経27度7分 / 北緯38.000度 東経27.117度    | トルコ           | |
| 北緯38度0分 東経44度17分 / 北緯38.000度 東経44.283度   | イラン           | タブリーズのすぐ北を通過する。 |
| 北緯38度0分 東経48度55分 / 北緯38.000度 東経48.917度   | カスピ海         | |
| 北緯38度0分 東経53度49分 / 北緯38.000度 東経53.817度   | トルクメニスタン | |
| 北緯38度0分 東経55度17分 / 北緯38.000度 東経55.283度   | イラン           | |
| 北緯38度0分 東経57度22分 / 北緯38.000度 東経57.367度   | トルクメニスタン | アシガバートのすぐ北を通過する。 |
| 北緯38度0分 東経66度38分 / 北緯38.000度 東経66.633度   | ウズベキスタン   | |
| 北緯38度0分 東経68度17分 / 北緯38.000度 東経68.283度   | タジキスタン     | |
| 北緯38度0分 東経70度19分 / 北緯38.000度 東経70.317度   | アフガニスタン   | |
| 北緯38度0分 東経71度16分 / 北緯38.000度 東経71.267度   | タジキスタン     | |
| 北緯38度0分 東経74度54分 / 北緯38.000度 東経74.900度   | 中華人民共和国   | 新疆ウイグル自治区 青海省 甘粛省 内モンゴル自治区 寧夏回族自治区 内モンゴル自治区 陝西省 − 約 5 km 通過する。 内モンゴル自治区 − 約 14 km 通過する。 陝西省 山西省 — 太原市のすぐ北を通過する。 河北省 — 石家荘市のすぐ南を通過する。 山東省 |
| 北緯38度0分 東経118度58分 / 北緯38.000度 東経118.967度 | 黄海             | 韓国 白翎島 (北緯37度59分 東経124度41分 / 北緯37.983度 東経124.683度) のすぐ北を通過する。 |
| 北緯38度0分 東経125度7分 / 北緯38.000度 東経125.117度  | 北朝鮮           | 甕津半島 — 黄海南道 |
| 北緯38度0分 東経125度35分 / 北緯38.000度 東経125.583度 | 黄海             | 甕津湾 |
| 北緯38度0分 東経125度46分 / 北緯38.000度 東経125.767度 | 北朝鮮           | 黄海南道 黄海北道 |
| 北緯38度0分 東経126度49分 / 北緯38.000度 東経126.817度 | 韓国             | 京畿道 江原特別自治道 |
| 北緯38度0分 東経128度44分 / 北緯38.000度 東経128.733度 | 日本海           | |
| 北緯38度0分 東経138度14分 / 北緯38.000度 東経138.233度 | 日本             | 佐渡島 — 新潟県 |
| 北緯38度0分 東経138度33分 / 北緯38.000度 東経138.550度 | 日本海           | |
| 北緯38度0分 東経139度14分 / 北緯38.000度 東経139.233度 | 日本             | 本州 — 新潟県 — 山形県 — 宮城県 |
| 北緯38度0分 東経140度55分 / 北緯38.000度 東経140.917度 | 太平洋           | |
| 北緯38度0分 西経123度1分 / 北緯38.000度 西経123.017度  | アメリカ合衆国   | カリフォルニア州 ネバダ州 ユタ州 コロラド州 カンザス州 ミズーリ州 イリノイ州 インディアナ州 ケンタッキー州 ウェストバージニア州 バージニア州                                                                                                 |
| 北緯38度0分 西経76度28分 / 北緯38.000度 西経76.467度   | チェサピーク湾   | |
| 北緯38度0分 西経75度53分 / 北緯38.000度 西経75.883度   | アメリカ合衆国   | メリーランド州 バージニア州 |
| 北緯38度0分 西経75度16分 / 北緯38.000度 西経75.267度   | 大西洋           | ポルトガル アゾレス諸島のピコ島 (北緯38度23分 西経28度14分 / 北緯38.383度 西経28.233度) とサンミゲル島 (北緯37度55分 西経25度47分 / 北緯37.917度 西経25.783度) の中間を通過する。                                                            |
| 北緯38度0分 西経8度51分 / 北緯38.000度 西経8.850度     | ポルトガル       | セトゥーバル県 ベージャ県 - ベージャのすぐ南を通過する。 |
| 北緯38度0分 西経7度12分 / 北緯38.000度 西経7.200度     | スペイン         | アンダルシア州 エストレマドゥーラ州 アンダルシア州 ムルシア州 - ムルシアのすぐ北を通過する。 バレンシア州 |
| 北緯38度0分 西経0度39分 / 北緯38.000度 西経0.650度     | 地中海           | |